# محمد الربع
محمد عبد الرحمن الربع (مواليد 1985) هو إعلامي يمني كوميدي شعبي يمني، برز إعلاميًا في أحداث ثورة الشباب اليمنية
2011، من خلال البرنامج الساخر «عاكس خط» على قناة سهيل الفضائية.
وهو خريج إذاعة وتلفزيون من جامعة العلوم والتكنولوجيا بصنعاء.

## نبذة عنه
محمد الربع إعلامي يمني تخصص اذاعه وتلفزيون، المذيع الأكثر متابعة للجمهور اليمني حسب مجلة الإعلام الاقتصادي اليمني اختير من الشخصيات الأكثر تاثير في الشارع اليمني حسب موقع إرم الإمارتي قدم عدة برامج ساخرة واجتماعية أهمها " عاكس خط _ صح النوم _ الشعب يريد). يدير مؤسسة سهم للإنتاج الإعلامي .
أحد الوجوه الإعلامية التي برزت في أحداث الربيع العربي بـ 2011 م تعرض لعدة محاولات اغتيال أثناء حكم الرئيس السابق علي عبد الله صالح وقصف منزله وأصيب شقيقه .ينشط أيضا في مجال الكتابة الساخرة والناقدة وتجد كتابته انتشار واسع في الأوساط اليمنية .ينحدر إلى أسرة زيدية وهاشمية لكنه من المناهضين للفكر الحوثي والتوجه العنصري .تنقل في العمل بين قناتي سهيل الفضائية ثم انتقل إلى قناة يمن شباب الفضائية .أنتجت عنه الجزيرة الإنجليزية فلم وثائقي يتحدث عن دور برنامجه في الثورة اليمنية في 2011م

## أعماله
من أبرز الإعلاميين على مستوى اليمن ومن أهم أعماله:
- برنامج عاكس خط.[3]
- عاكس خط 2
- الشعب يريد، 2014
- صح النوم [4]
- رئيس الفصل 2020.[5]
- رئيس القصر من كوكب البطيخ.

كما قام بإخراج مسلسل خروج نهائي

## حضوره الإعلامي
للاعلامي محمد الربع تواجد في عدة محطات تلفزيونية كثيرة أشهرها برامج ثابتة مثل:
«قناة سهيل وقناة يمن شباب» ولديه عدة مقابلات وأشهرها في قناة الجزيرة  ، ومقابلته في برنامج نقطة حوار على بي بي سي 